# Stollenmühle (Wunsiedel)
Stollenmühle ist ein Gemeindeteil der Kreisstadt Wunsiedel im Landkreis Wunsiedel im Fichtelgebirge (Oberfranken,  Bayern).

## Geografie
Die Einöde liegt 2,5 Kilometer südwestlich der Kernstadt von Wunsiedel am linken Ufer der Röslau und grenzt heute an den Südostrand von Schönbrunn.

## Beschreibung
Das Anwesen umfasst nur eine Hausnummer und einige Nebengebäude. Die größeren bilden eine dreiflügelige Anlage mit nach Norden teilweise offenem Innenhof. Vom hier eine kurze Schlinge nach Süden schlagenden Fluss geht ein über 150 Meter langer Mühlkanal durchs Mühlgebäude ab, dessen Unterwasser östlich davon in die Röslau zurückfließt. Im Jahr 2000 lebten in der Stollenmühle sieben Personen.

## Geschichte
Im Jahr 1495 wurden Ulrich, Jorg und Hans Stoll als Mühlenbesitzer genannt.